# Бет мидраш
Бет мидраш ( хебр. בית מדרש   „Кућа учења“; множина. батеј мидраш ), такође бејс медраш или бејт мидраш, је сала посвећена проучавању Торе, чији је чест превод као „сала за учење“. Није исто што и синагога ( бет кнесет ), иако те две установе  често деле исте просторије. На јидишу се бет мидраш може назвати зал, односно "сала". Бет мидраш се такође може односити на јешива гедолу, додипломски програм у ортодоксном јудаизму, за дечаке који су већ завршили 12 разреда.

## Историја
Рана рабинска литература, укључујући Мишну, помиње Бет мидраш као институцију која се разликује од Бет дина и Санхедрина . Био је замишљен као место за проучавање и тумачење Торе, као и за развој халахе (практичне примене јеврејског закона).
Порекло Бет мидраша, или куће учења, може се пратити у раном рабинском периоду, након опсаде Јерусалима (70. н.е. ) у којој је дошло до уништења Храма . Најранију познату рабинску школу основао је рабин Јоханан бен Закај у Јавнеу . Убрзо су основане и друге званичне школе под различитим рабинима. Ови људи су водили своје идеолошке корене до рабина из касног периода Другог храма, посебно Хилелове и Шамајеве куће, две школе учења и тумачења Торе.
До касне антике, Бет мидраш се развио заједно са синагогом у посебну, али донекле сродну институцију. Главна разлика између бет мидраша и бет хакенесета (синагоге) је у томе што је бет хакенесет посвећен само за молитву и да би чак и проучавање Торе нарушило њену светост, док су у бет мидрашу и учење Торе и молитва дозвољени. Из тог разлога већина синагога означава своје светилиште као бет мидраш како би осим молитве било дозвољено и проучавање Торе.

## Изглед бет мидраша
Обично постоје клупе или столице за седење, заједно са столовима на које се стављају књиге. У литванским јешивама бет мидраш има штендере (стојећи столови који подсећају на говорнице; реч на јидишу је изведена из немачке речи Ständer ).
Карактеристичан бет мидраш има много стотина књига, укључујући најмање неколико примерака целог Талмуда, Торе, сидура (молитвеника), Шулхан Арух, Мишне Торе, Арбах Турима и других дела из којих се ученици често консултују.
У модерно доба, бет мидраш обично постоји као централна учионица у јешивама или у независним колелима, обема институцијама у којима се проучава Тора. Често долази до забуне па се саме јешиве називају бет мидраши.

## Виртуелни бет мидраш
Виртуелни бет мидраш је онлајн форум који пружа могућност за самостално учење и онлајн часове уживо. Међутим, генерално не предвиђа учење где постоји партнер за изучавање Торе што је честа појава у учионицама бет мидраша.